# Communauté de communes Villeneuvois, Diège et Lot
Die Communauté de communes Villeneuvois, Diège et Lot ist ein ehemaliger französischer Gemeindeverband mit der Rechtsform einer Communauté de communes im Département Aveyron in der Region Okzitanien. Sie wurde am 20. November 2006 gegründet und umfasste 13 Gemeinden. Der Verwaltungssitz befand sich im Ort Villeneuve. Der Gemeindeverband war nach dem Ort Villeneuve sowie den beiden Flüssen Diège und Lot benannt.

## Historische Entwicklung
Mit Wirkung vom 1. Januar 2017 fusionierte der Gemeindeverband mit
- Communauté de communes du Canton de Najac sowie
- Communauté de communes du Villefranchois

und bildete so die Nachfolgeorganisation Communauté de communes du Grand Villefranchois. Bei dieser Gelegenheit schloss sich die Gemeinde Balaguier-d’Olt jedoch der Communauté de communes Grand-Figeac an.

## Ehemalige Mitgliedsgemeinden
1. Ambeyrac
2. Balaguier-d’Olt
3. La Capelle-Balaguier
4. Foissac
5. Montsalès
6. Naussac
7. Ols-et-Rinhodes
8. Sainte-Croix
9. Saint-Igest
10. Saint-Rémy
11. Salles-Courbatiès
12. Saujac
13. Villeneuve